# إيزامو كوسوغي
إيزامو كوسوغي (باليابانية: 小杉勇؛ بالكانا: こすぎ いさむ) هو مخرج وممثل ياباني، ولد في 24 فبراير 1904 في إيشينوماكي في اليابان، وتوفي في 8 أبريل 1983.

## وصلات خارجية
- إيزامو كوسوغي على موقع IMDb (الإنجليزية)
- إيزامو كوسوغي على موقع ألو سيني (الفرنسية)
- إيزامو كوسوغي على موقع قاعدة بيانات الفيلم (الإنجليزية)
- إيزامو كوسوغي على موقع كينوبويسك (الروسية)